# Mía Maestro

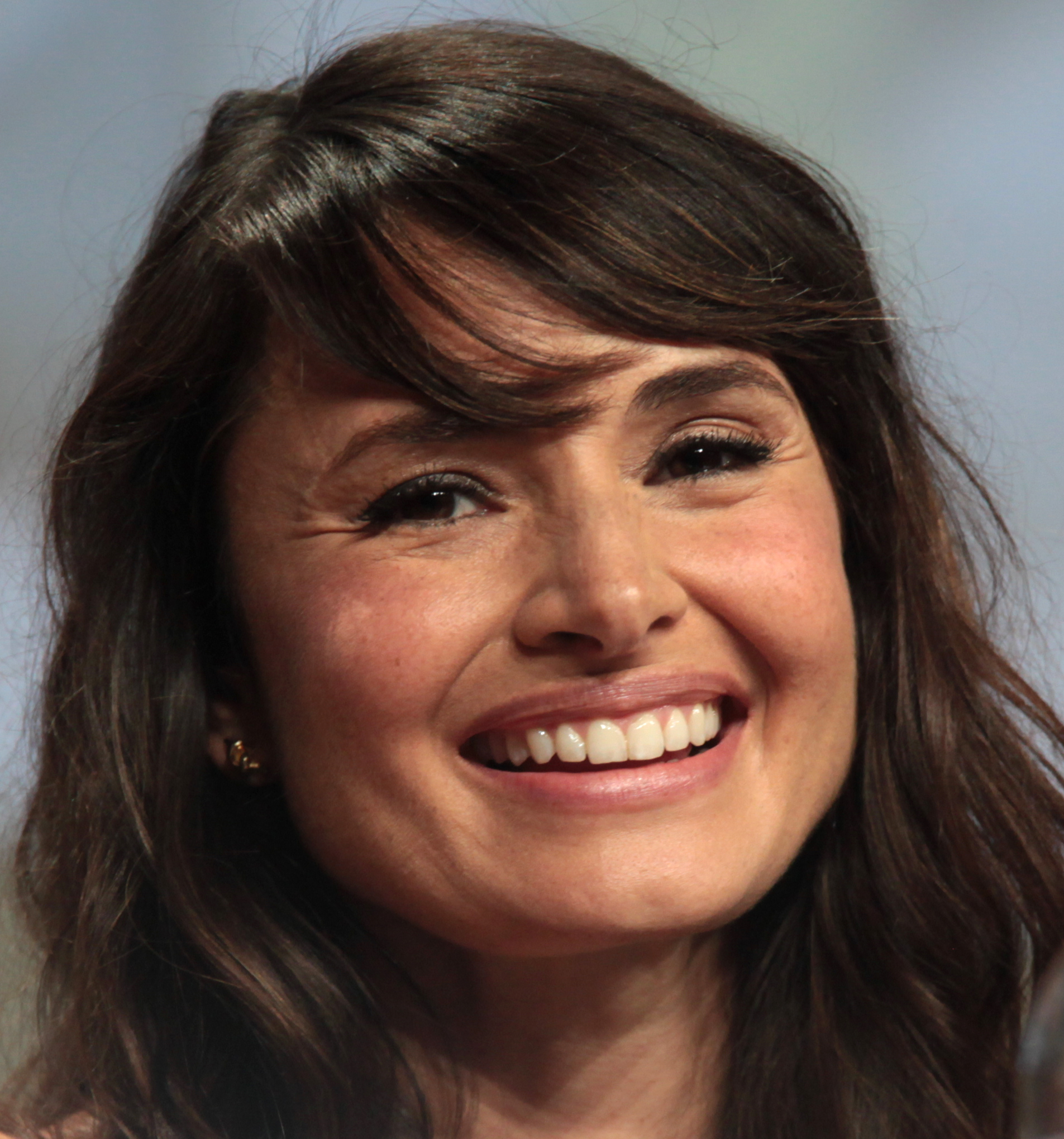
Mía Maestro vào năm 2014.

Mía Maestro (sinh ngày 19 tháng 6 năm 1978) là một nữ diễn viên kiêm nhạc sĩ người Argentina. Cô được biết đến với vai diễn Nora Martinez trong The Strain, Nadia Santos trong bộ phim truyền hình Alias, vai Christina Kahlo trong Frida, và vai Carmen trong The Twilight Saga.

## Cuộc đời và sự nghiệp
Maestro được sinh ra tại Buenos Aires, Argentina vào năm 1978. Cô xuất hiện lần đầu trên màn ảnh trong Carlos Saura Tango Tango, nhận được đề cử giải Quả cầu vàng và giải Oscar cho Phim nước ngoài hay nhất. Ban đầu được đào tạo ở Argentina, Maestro tới Berlin để phát triển một tiết mục thanh nhạc cho các tác phẩm của Kurt Weill và Hanns Eisler. Bước ngoặt vai diễn chính đầu tiên của cô là trong vở kịch The Summer Trilogy của Carlo Goldoni, và đến năm 1998, cô đã đảm bảo vai diễn đáng khao khát của Lulu trong Frank Wedekind Nott Pandora Box Box tại Nhà hát San Martin ở quê nhà của cô ở Buenos Aires. Vì điều này, cô đã giành được giải thưởng "Ace" cho Nghệ sĩ mới xuất sắc nhất của năm.
Năm 2004, cô tham gia vào đoàn làm phim ABC được giới phê bình đánh giá cao trong hai mùa. Cùng năm đó, Maestro cũng xuất hiện trong bộ phim Argentina La Niña Santa (còn gọi là Cô gái thánh), do Lucrecia Martel đạo diễn, cũng như bộ phim Focus Feature The Motorcycle Diaries, (đề cử Quả cầu vàng năm 2005 cho Phim nước ngoài hay nhất) trên các tạp chí của Che Guevara, lãnh đạo Cách mạng Cuba. Bộ phim được đạo diễn bởi Walter Salles (Nhà ga trung tâm), và các ngôi sao Gael García Bernal và Rodrigo de la Serna. Maestro đã đóng vai chính là nạn nhân của một vụ bắt cóc ở Venezuela trong bộ phim kinh dị Jonathan Jakubowicz, Secuestro Express, do Miramax phát hành. Vào tháng 12 năm 2005, cô đóng vai chính trong video âm nhạc của Prince cho "Te Amo Corazón", được đạo diễn bởi người bạn Salma Hayek.
Năm 2006, cô đóng chung trong bộ phim Poseidon của Wolfgang Petersen, phiên bản làm lại từ bộ phim cùng tên năm 1972. Cô đóng vai Elena Gonzalaz, một cô gái cá tính sẽ gặp anh trai ốm yếu của mình trong bệnh viện với người bạn và người phục vụ Valentine.